# Jesper Hagelskær Paasch
Jesper Hagelskær Paasch (født 7. april 1985 i Jels, Danmark) er en dansk skuespiller. Han er uddannet fra Det Danske Musicalakademi i 2010, og har også en baggrund inden for musik.
Jesper Hagelskær Paasch har medvirket i forskellige musicals, tv-serier og film. I tv-serier har Jesper blandt andet medvirket i Rita, Bedre skilt end aldrig, Akavet og Pigerne fra Englandsbåden. I film har han medvirket i Tarok, 9. april, Jagtsæson og Meter i sekundet. Udover serier og film, har Jesper Hagelskær Paasch også lagt stemme til forskellige animationsfilm. I 2022 lagde han stemme til Buzz Lightyear i den danske version af Lightyear, som er en spin-off til Toy Story.